# Гостфејс
Гостфејс измишљени је идентитет који је усвојило неколико ликова из франшизе Врисак. Фигуру је првобитно створио Кевин Вилијамсон, и пре свега је лично нем, али му преко телегона глас позајмљује Роџер Џексон, без обзира на то ко стоји иза маске. Гостфејс се први пут појавио у филму Врисак (1996) као маска коју су користили тинејџери Били Лумис (Скит Улрих) и Стју Мејхер (Метју Лилард), током њиховог убијања у измишљеном граду Вудсбору. Гостфејс је створио сценариста Кевин Вилијамсон. Маску је креирала и дизајнирала запосленица Fun World-а, Бриџит Слејертин, као костим за Ноћ вештица, пре него што су га за филм открили Меријен Мадалена и Крејвен. Идентитет се првенствено користи као маска за антагонисте сваког филма да прикрију свој идентитет током извођења серијских убистава, па га је као таквог приказало неколико глумаца.